# Düppel (Radartäuschung)

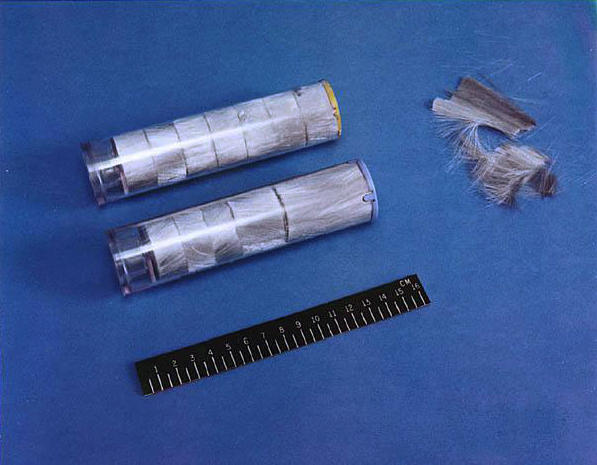
Düppel aus Kohlenstofffasern (links im Container, rechts freigesetzt)

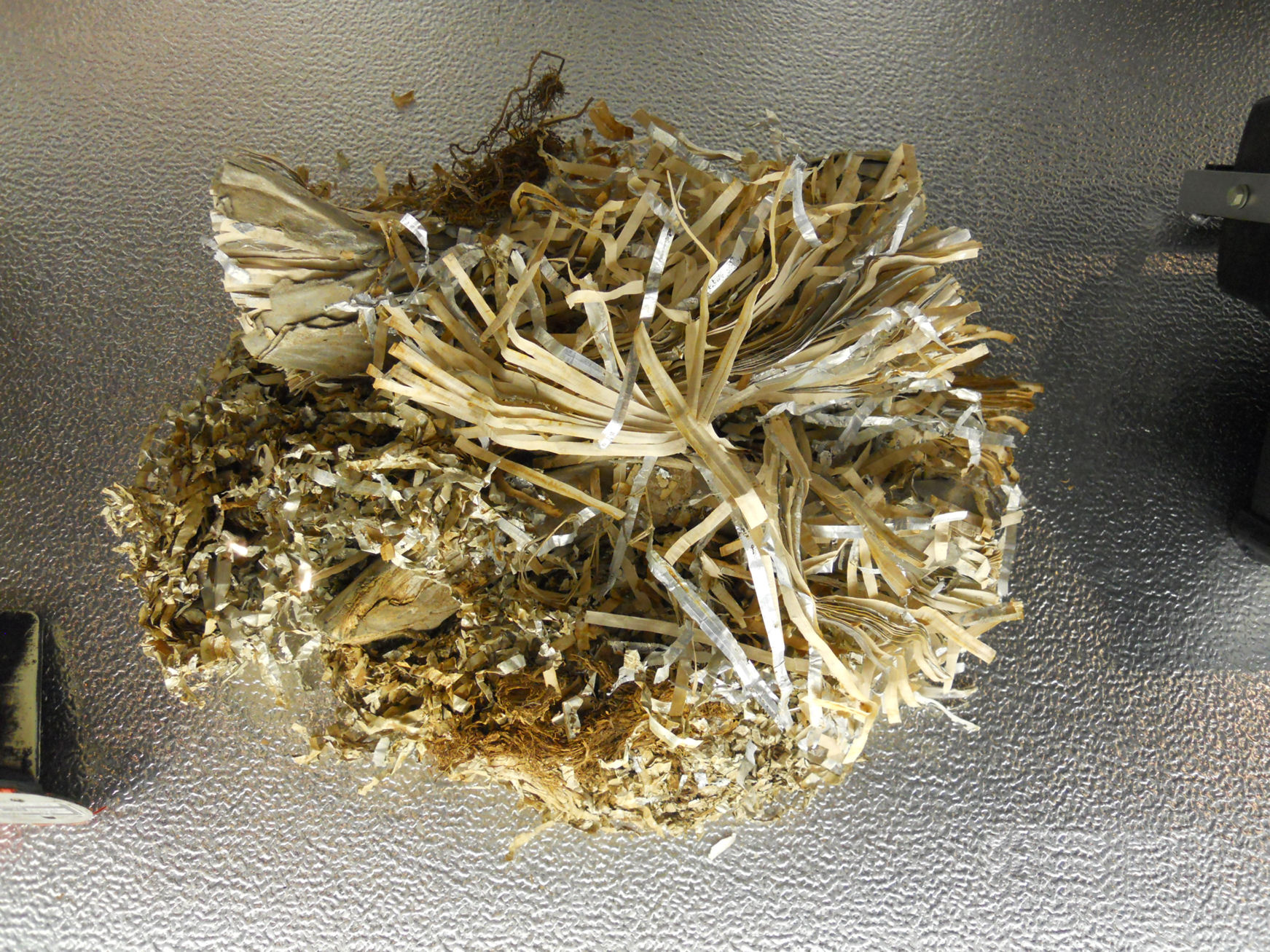
Window aus metallbedampften Kunstfaserstreifen

Als Düppel, englisch Chaff (AE), Window (BE), oder auch Confetti, bezeichnet man Täuschmittel, mit denen Radargeräte gestört werden können. Sie wurden während des Zweiten Weltkriegs entwickelt.

## Namensgeschichte
Der Name Düppel ist ein militärischer Eigenname, der dadurch entstand, dass dieses Mittel von der deutschen Luftwaffe in der Nähe von Berlin-Düppel getestet wurde. Die Alliierten im Zweiten Weltkrieg hatten Düppel etwa gleichzeitig entwickelt. Bei der britischen Royal Air Force hatten sie den Tarnnamen Window, in den USA und in anderen Ländern werden sie chaff (Spreu) genannt. Zunächst wagte es jedoch keine der Kriegsparteien, sie einzusetzen, um dem Gegner das Geheimnis nicht zu verraten. Nachdem 1942 Luftwaffenchef Hermann Göring die Ergebnisse von Düppel-Versuchen vorgetragen worden waren, befahl er, zur Geheimhaltung alle Berichte zu vernichten. Ein Teil der britischen Militärs lehnte den Einsatz ebenfalls lange Zeit ab. Erst nach dem gefährlichen Ansteigen der Bomberverluste befahl 1943 Premierminister Winston Churchill die Verwendung – zu einem Zeitpunkt, als Window schon ein Jahr lang einsatzbereit war.

## Funktionsweise

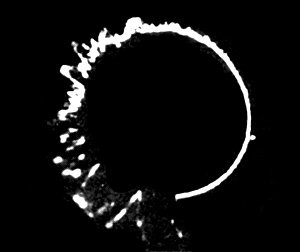
Effekt abgeworfener Düppel, wie er sich auf dem Monitor eines Radargeräts vom Typ Würzburg-Riese darstellte. Auf etwa 3 Uhr ist ein Reflex eines echten Ziels zu erkennen, der sich auf der linken Seite nicht von der Störung abheben würde.

Die Düppel bestehen aus leitfähigen Fäden unterschiedlicher Länge. Früher wurden Stanniol-Streifen verwendet, heute handelt es sich meist um metallbedampfte hauchdünne Kunstfasern oder leitfähige Kohlenstofffasern. Sie werden auf unterschiedliche Weise in der Luft verteilt. Wenn ein Radarstrahl das Material trifft, wirken die Fäden als Reflektoren und senden einen Teil der Strahlung zurück. Am effektivsten ist diese Reflexion, wenn die Fäden halb so lang sind wie die verwendete Wellenlänge des Radargeräts. Dieses empfängt dann ein Falschecho und kann die echten Flugzeuge nicht mehr von den zahlreichen Düppelstreifen unterscheiden. Moderne Radaranlagen sind durch diesen Effekt allerdings nur noch sehr begrenzt zu stören, unter anderem, weil sie in der Lage sind, durch den Dopplereffekt die Geschwindigkeit des Objekts zu ermitteln. Da die Düppel in der Luft schnell abgebremst werden, können ihre Echos elektronisch herausgefiltert werden. Große Düppelwolken erzeugen Radarabschattungen (engl. chaff corridor) und können auch von modernen Radargeräten nicht durchdrungen werden, so dass Ziele hinter einer solchen Wolke nicht erfasst werden.

## Militärischer Einsatz

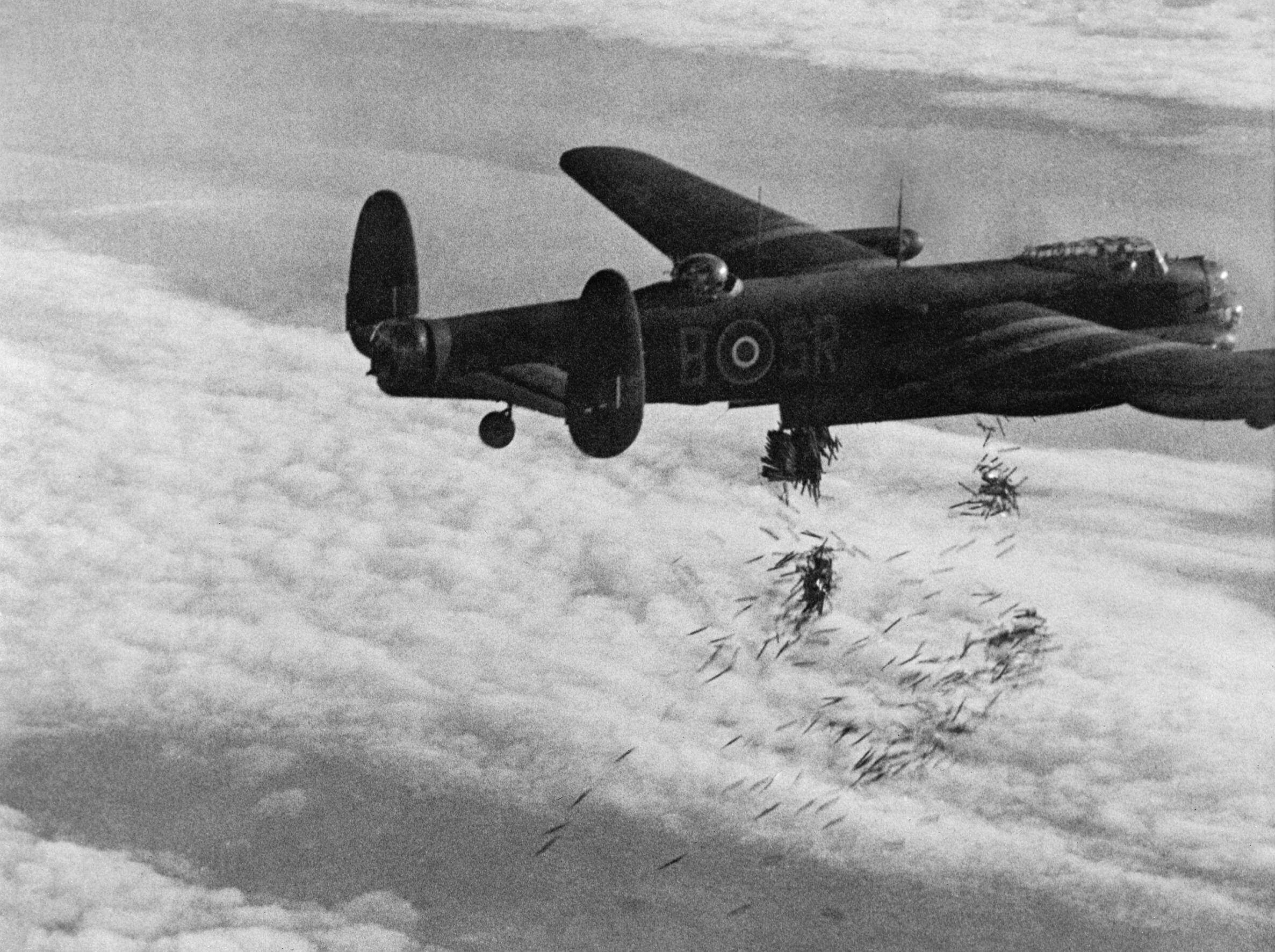
Ein Lancaster-Bomber der Royal Air Force beim Abwurf von Window

Es gibt unterschiedliche Verfahren des Düppeleinsatzes. Von einem Flugzeug aus kann das Material wie ein Vorhang abgeworfen werden, den Radaranlagen kaum durchdringen, so dass Aktivitäten getarnt werden können. Der erste Einsatz erfolgte 1942 durch Japan auf den Salomon-Inseln gegen US-amerikanische Radaranlagen. Diese Unternehmung war jedoch erfolglos, wahrscheinlich weil eine zu geringe Anzahl der Streifen abgeworfen wurde. Japan hatte Schwierigkeiten Giman Shi (Ablenkungspapiere) in großen Mengen zu produzieren. Der erste Einsatz in großem Stil fand in der Nacht zum 25. Juli 1943 während des Operation Gomorrha genannten schweren Luftangriffes auf Hamburg statt, bei dem britische Bomber 40 Tonnen Window abwarfen, was ungefähr 92 Millionen Stanniolstreifen entsprach. Diese Streifen überfluteten die Bildschirme der deutschen Würzburg-Riese-Radargeräte mit falschen Echos, womit sie für die Feuerleitung der Flak und auch die Steuerung der Flakscheinwerfer vollständig ausfielen. Die britischen Angreifer verloren mit zwölf abgeschossenen Maschinen nur drei Prozent ihrer eingesetzten Flugzeuge, sonst waren es oft mehr als zehn Prozent. Die Amerikaner setzten die Düppel zum ersten Mal am 20. Dezember 1943 bei einem Angriff auf Bremen ein.
Da schnell klar war, dass sich solch eine Stanniolwolke im Gegensatz zu den angreifenden Bombern nicht oder nur wenig in horizontaler Richtung bewegte, gelang es deutschen Ingenieuren innerhalb kurzer Zeit, auf der Basis des Dopplereffekts wirksame Gegenmaßnahmen zu entwickeln. Das entsprechende Projekt wurde Laus bzw. Entlausung genannt und kam in Kombination mit den entsprechenden Radargeräten als Würzlaus bzw. Freya-Laus zum Einsatz. Durch weitere Maßnahmen, wie die Umstellung auf andere Radarwellenlängen, verlor Window innerhalb kürzester Zeit seine Wirkung fast gänzlich.

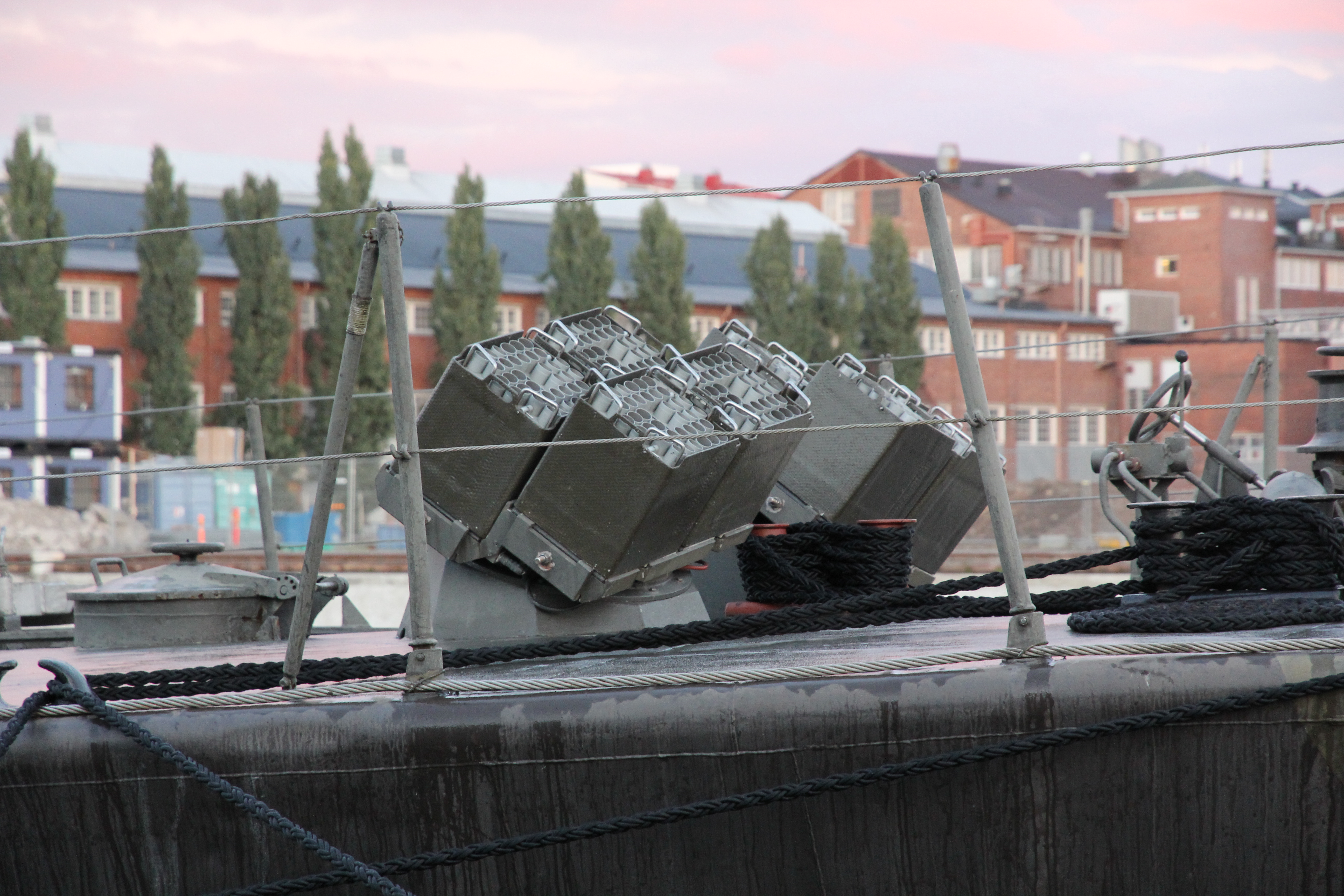
Düppel–Werfer am Bug eines Schnellbootes der Ystad-Klasse

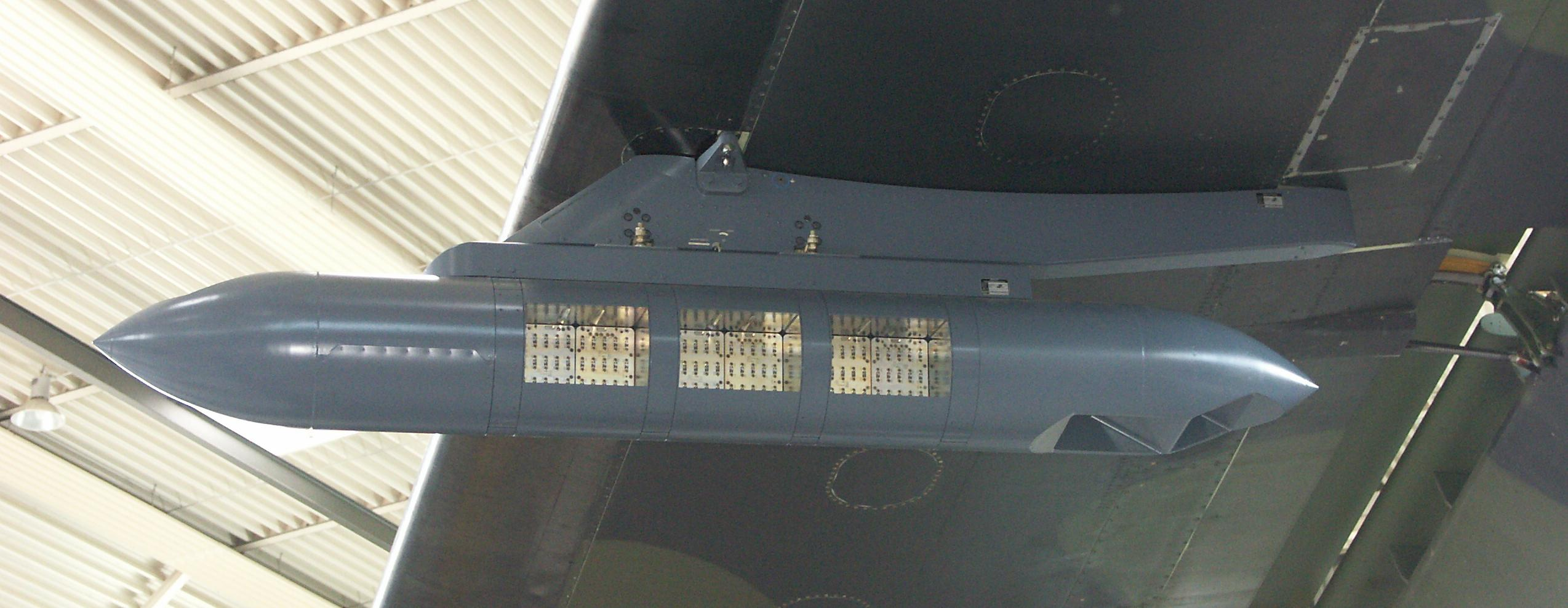
Abwurfvorrichtung für Düppel und Flares an einer Transall

Eine Möglichkeit des Düppeleinsatzes zum Selbstschutz besteht darin, im Falle eines Angriffs von Flugkörpern oder Flugzeugen Düppelwolken mit Raketen oder anderen Geschossen zu verschießen, um den Angriff auf diese Falschziele zu lenken. In der Zeit des Kalten Krieges hatten große amerikanische Bomber Radarempfänger, welche die Wellenlänge der gegnerischen Radaranlagen messen konnten, sowie Düppelschneidemaschinen, die aus kilometerlangen aufgerollten Stanniolstreifen Düppel der passenden Länge schnitten. Eine weitere gebräuchliche Option ist die Verwendung von Kartuschen mit einer vorkonfektionierten Mischung von Düppeln verschiedener Längen. Ein Beispiel dafür ist im oberen Bild zu sehen. Düppel sind noch immer ein wichtiger Bestandteil von Schutzmaßnahmen moderner Kampfflugzeuge, aber auch von Kriegsschiffen. Bei Militärflugzeugen können oft die Ausstoßvorrichtungen von Düppeln auch Flares ausbringen.

Störung des Niederschlagsradars durch Düppelabwurf über der Nordsee

Verschiedentlich – so z. B. am 19. Juli 2005 – traten über der Nordsee Falschbilder in der Wetterradarbeobachtung auf. Dabei wurden über Zeiträume von bis zu zehn Stunden Regenschatten beobachtet, obwohl es keine Bewölkung gab. Teilweise wird angenommen, dass diese Phänomene auf militärische Versuche mit Düppeln über der Nordsee zurückzuführen sind. Nach weiteren wissenschaftlichen Forschungen scheint sich diese These mit großer Wahrscheinlichkeit zu bestätigen. Insbesondere im Temporary Restricted Airspace über dem Pfälzerwald und dem nordöstlichen Saarland („TRA Lauter“), das von der US-Armee als militärisches Übungsgebiet genutzt wird, sind derartige Phänomene zu beobachten. Entsprechend seiner Herkunft sind Düppel meist zuerst als punktförmiges Echo in ein bis zwei Kilometer über dem Boden zu erkennen. Die Partikel bewegen sich mit dem Wind in der entsprechenden Höhe, breiten sich dabei aus und sinken zu Boden.

## Meteorologischer Einsatz
Außer zur Radartäuschung werden Düppel in der Erdatmosphärenforschung zur Untersuchung von Winden in der Hochatmosphäre verwendet. Hierfür werden sie mit Hilfe von Höhenforschungsraketen in die entsprechenden Schichten gebracht und ihre Flugbahnen mit Radar verfolgt. Auf diese Weise können hochatmosphärische Luftströmungen vermessen werden.